# ГЕС Ашта 1, 2
ГЕС Ашта 1, 2 — гідроелектроенергетичний комплекс в Албанії, що складається з двох однотипних ГЕС на дериваційному каналі в пониззі річки Дрин. Це найнижчі за розташуванням станції дринського каскаду, гребля яких споруджена за 2,5 км від греблі Вау-і-Дежес.
У 1970-х роках на місці майбутньої ГЕС Ашта розпочали реалізацію проекту Бушат. В його межах встигли перекрити Дрин греблею та спорудити ряд інфраструктурних об'єктів. Втім, тоді будівництво були змушені припинити через нестачу коштів. У 2001-му намагались відновити роботи, проте цьому вже завадили екологічні обставини. За проектом Бушат планувалось, що канал буде достатньо довгим та сягатиме річки Буна, яка після витоку зі Скадарського озера зливається із Дрином. Оскільки чорногорську частину озера оголосили у 1996 році національним парком, можливий вплив гідротехнічних споруд на пов'язану з ним екосистему став перепоною для первісного проекту.
Будівництво комплексу за новим проектом розпочалось у 2010-му та завершилось введенням в експлуатацію через 3 роки. Виконане двома австрійськими компаніями Verbund та Evn, воно стало першим значним гідроенергетичним проектом після повалення комуністичної диктатури. Вже наявну греблю підсилили додатковим земляним насипом. Зліва від неї починається дериваційний канал, що через 200 метрів досягає ГЕС Ашта-1, ширина якої становить 126 метрів. Після першої станції незначна частина води скидається до русла річки для підтримання природної екосистеми, крім того, праворуч від ГЕС обладнано рибохід. Основна ж частина води прямує по каналу довжиною до 5 км та шириною 85 метрів, при спорудженні якого довелось виконати земляні роботи в обсязі 3 млн м3. Перед Ашта-2 канал знову розширюється до 126 метрів, необхідних для розміщення запланованого обладнання станції. Після другої ГЕС споруджено відвідний канал довжиною 0,8 км та шириною 85 метрів. Окрім земляних робіт, на спорудженні гідровузла використали 90 тис. м3 бетону.
Особливістю проекту є використання численних турбін невеликої одиничної потужності: на кожній зі станцій встановлено по 45 турбін. Такий вибір пояснюється невеликим напором (5 і 7,5 м для Ашта 1 та 2 відповідно), для якого випадку і створювалась технологія Hydromatrix.